# Laura Rodwald
Laura Rodwald (* 16. Dezember 1998) ist eine deutsche Volleyballspielerin.

## Karriere
Rodwald spielte in ihrer Jugend beim TSV Bleidenstadt und beim 1. SC Klarenthal. 2012 schloss sich die Außenangreiferin dem 1. VC Wiesbaden an, wo sie 2015 mit der U18-Jugend die deutsche Vizemeisterschaft gewann. Außerdem spielte sie mit der zweiten Mannschaft in der Dritten Liga Süd und ab 2018 in der Zweiten Bundesliga Süd. Dabei wurde sie mehrfach als MVP („Wertvollste Spielerin“) ausgezeichnet. Seit 2020 kam Rodwald auch im Bundesligateam des 1. VC Wiesbaden zum Einsatz. Zur Saison 2022/23 wurde sie vom Bundesligisten NawaRo Straubing verpflichtet. Nach dem Spielabbruch in Straubing wechselte Rodwald Ende Januar 2023 nach Teneriffa zum Club Voleibol Haris. Dort bestritt sie am 2. Februar 2023 in der Partie gegen Fenerbahçe Istanbul ihr erstes Champions-League-Spiel. Im weiteren Saisonverlauf gewann sie mit ihrem Verein den nationalen Pokal und die Vizemeisterschaft. Zur Saison 2023/24 wechselte Rodwald nach Zypern zu Lemesos Volleyball.
Im Beachvolleyball trat Rodwald von 2013 bis 2016 mit wechselnden Partnerinnen bei Nachwuchsturnieren an.